# Diego Veronelli
Diego Veronelli (n. 5 de diciembre de 1979 en Buenos Aires, Argentina) es un exjugador profesional de tenis argentino. A lo largo de su carrera tenística, Veronelli alcanzó una final de dobles en un torneo ATP y alcanzó sus mejores posiciones en el año 2004, cuando fue Nº165 del mundo en singles y Nº171 del mundo en dobles.
Actualmente, además de su carrera como tenista, es conductor de un programa semanal de radio dedicado al tenis junto al también extenista Gustavo Marcaccio.

## Torneos ATP (0)

### Dobles (0)

#### Finalista (1)
| Leyenda                |
| ---------------------- |
| Grand Slam (0)         |
| Tennis Masters Cup (0) |
| ATP Masters Series (0) |
| ATP Tour (1)           |

| N.º | Fecha                 | Torneo       | Superficie    | Pareja          | Oponentes en la final         | Resultado      |
| --- | --------------------- | ------------ | ------------- | --------------- | ----------------------------- | -------------- |
| 1.  | 16 de febrero de 2004 | Buenos Aires | Tierra batida | Federico Browne | Lucas Arnold Ker Mariano Hood | 7-5 6-7(2) 6-4 |

## Torneos Futures (8)

### Individuales (8)

#### Títulos
| N.º | Fecha                    | Torneo                  | Superficie    | Oponente en la final | Resultado |
| --- | ------------------------ | ----------------------- | ------------- | -------------------- | --------- |
| 1.  | 5 de octubre de 1998     | Santa Cruz de la Sierra | Tierra batida | Paulo Carvallo       | 6-2 6-3   |
| 2.  | 4 de septiembre de 2000  | Lima                    | Tierra batida | Juan Pablo Guzmán    | 3-0 RET   |
| 3.  | 25 de septiembre de 2000 | Florianópolis           | Tierra batida | José Acasuso         | 6-2 6-4   |
| 4.  | 19 de marzo de 2001      | Buenos Aires            | Tierra batida | Edgardo Massa        | 6-4 7-5   |
| 5.  | 7 de mayo de 2001        | Buenos Aires            | Tierra batida | Diego Junqueira      | 6-4 6-3   |
| 6.  | 25 de junio de 2001      | Curitiba                | Tierra batida | Ricardo Schlachter   | 6-1 6-3   |
| 7.  | 6 de agosto de 2007      | Santa Fe                | Tierra batida | Leandro Migani       | 6-3 6-0   |
| 8.  | 21 de enero de 2008      | Manizales               | Tierra batida | Diego Álvarez        | 6-1 6-2   |